# 岡本 (世田谷區)
岡本（日语：／ Okamoto */?）是東京都世田谷區的町名。

## 地理
步行20～30分鐘可達東急田園都市線用賀站、二子玉川站。北與砧公園之間以東名高速道路為界，丸子川流過町域，町內可見國分寺崖線所形成的斜坡。

### 東京富士見坂
位於岡本三丁目27番與28番之間的國分寺崖線陡坡，也稱「岡本三丁目之坂」。從坂上往多摩川方面眺望，因為沒有高聳建築物阻擋視野，在晴朗的日子中可見遠方的富士山。
本地為世田谷百景之一，也獲選為關東富士見百景，與目黑區青葉台之坂等同樣被稱為「東京富士見坂」。國土交通省關東地方整備局在此地設有導覽柱。
坂下的仙川上有西谷戶橋，橋的前方為鎌田。坂下的玉川幼稚園是高橋是清別邸舊址。
2008年綜藝節目《LINCOLN》（リンカーン）稱此地為「用賀雷山」（用賀サンダーマウンテン，來自東京迪士尼樂園的「巨雷山」），因此廣為人知。

## 歷史
本地地名最早記載於1597年（慶長2年）的六鄉用水開鑿相關文書。1889年（明治22年），為砧村大字。1936年（昭和11年），為世田谷區岡本町。1968年（昭和43年）實施住居表示，成立岡本一～三丁目。
近代國分寺崖線地區吸引許多財政界人士來此建造別邸，在岡本擁有別邸的有岩崎小彌太、鮎川義介、高橋是清等。

### 地名由來
一說是來自村內長圓寺的山號，或說是取自木曾義仲麾下岡本成勝出身地，但一般認為地名是來自於此地地形。

## 設施
- 岡本公園民家園
- 靜嘉堂文庫
- 聖道明學園（聖ドミニコ学園）
- 砧公園
- 世田谷美術館
- 世田谷總合運動場
- 小山駕駛學校成城（コヤマドライビングスクール成城）

## 備註
1. ↑  平成25年（2013年）の世田谷区の町丁別人口と世帯数 - 世田谷区